# Comuna de Jeleniewo
Jeleniewo (polaco: Gmina Jeleniewo), (Lituano: Elniavo valsčius) é uma gminy (comuna) na Polónia, na voivodia de Podláquia e no condado de Suwałki. A sede do condado é a cidade de Jeleniewo.
De acordo com os censos de 2004, a comuna tem 3002 habitantes, com uma densidade 22,8 hab/km².

## Área
Estende-se por uma área de 131,84 km², incluindo:
- área agricola: 77%
- área florestal: 10%

## Demografia
Dados de 30 de Junho 2004:
|                      | Total   | Total | Mulheres | Mulheres | Homens  | Homens |
| -------------------- | ------- | ----- | -------- | -------- | ------- | ------ |
|                      | pessoas | %     | pessoas  | %        | pessoas | %      |
| População            | 3002    | 100   | 1441     | 48       | 1561    | 52     |
| Densidade (pop./km²) | 22,8    | 100   | 10,9     | 10,9     | 11,8    | 11,8   |

De acordo com dados de 2002, o rendimento médio per capita ascendia a 1357,45 zł.

## Comunas vizinhas
- Przerośl, Rutka-Tartak, Suwałki, Suwałki, Szypliszki, Wiżajny